# Gaëtan Laura
Gaëtan Laura, né le 6 août 1995 à Argentan (France), est un joueur de football professionnel employé au poste d'attaquant. Il termine meilleur buteur du Championnat de France de football de National 3 2017-2018 avec le Évreux FC 27. Après un passage par la réserve du RC Lens et par l'US Quevilly-Rouen, il joue une saison et demie en Ligue 2 avec le Paris FC entre 2020 et 2022, puis part jouer pour le club turc Samsunspor.

## Biographie

### Carrière en club

#### FC Saint-Lô (2015 - 2016)
Gaëtan Laura quitte la réserve du FC Lorient et s'engage avec Saint-Lô lors de la trêve estivale en 2015.
Il commence sa carrière avec l'équipe première le 22 août 2015 contre l'TA Rennes, un match perdu 2-1.
Il marque son premier but avec Saint-Lô lors la deuxième journée face à Dinan-Léhon permettant à son équipe de gagner le match 2-1.
En fin de saison le club est relégué en division d'honneur.

#### Évreux FC 27 (2016 - 2018)
Gaëtan Laura alors sans contrat après avoir quitté Saint-Lô en cours de saison ; ce dernier reste dans la région Normandie et rejoint Évreux FC 27 qui évolue en CFA 2. Lors de cette première saison il marque 1 but en 13 matchs, et le club termine proche de la relégation à 4 points.
La saison 2017-2018 est une totale révélation pour Gaëtan Laura, terminant meilleur buteur du championnat avec 21 buts en 24 matchs. Comprenant un match record en inscrivant 6 buts contre Dives, victoire 10-0.

#### US Quevilly-Rouen (2019 - 2020)
Après sa dernière saison avec Évreux FC 27, Gaëtan Laura avait rejoint la réserve du RC Lens avec son premier contrat professionnel d'une durée d'un an. Lors de la fin de saison, il quitte le RC Lens et rejoint Quevilly-Rouen, revenant ainsi en Normandie.
Au terme de cette saison, il confirme sa progression dans ce championnat de National 1, marquant 11 buts en 26 matchs. Ces bonnes performances font qu'il était suivi par plusieurs clubs notamment de ligue 2, finalement il s'engage avec le Paris FC.

#### Paris FC (2020 - 2022)
Pour sa première saison en Ligue 2, Gaëtan Laura commence fort marquant dès son premier match puis le second. Il devient alors un élément important de l'équipe par sa polyvalence offensive, pouvant jouer ailier gauche, droit voir en neuf. Terminant sa seconde saison en professionnel avec 33 matchs, 8 buts et 5 passes décisives. 
La deuxième saison sera plus compliquée. Son nouveau coach, Thierry Laurey, lui reprochera d'être "totalement déconnecté du monde du foot" et des "difficultés à s’inscrire dans un projet collectif et son individualisme". Il sera prêté au Conseza Calcio, en D2 italienne, lors du mercato hivernal. 

#### Samsunspor (2022-)
N'entrant plus dans les plans du club parisien, il est transféré à Samsunspor.

## Statistiques
| Saison                | Club                  | Championnat           | Championnat | Championnat | Championnat | Coupe nationale | Coupe nationale | Coupe nationale | Coupe de la Ligue | Coupe de la Ligue | Coupe de la Ligue | Compétition(s) continentale(s) | Compétition(s) continentale(s) | Compétition(s) continentale(s) | Compétition(s) continentale(s) | Total | Total | Total |
| Saison                | Club                  | Division              | M.          | B.          | P.d.        | M.              | B.              | P.d.            | M.                | B.                | P.d.              | Comp.                          | M.                             | B.                             | P.d.                           | M.    | B.    | P.d.  |
| 2015-2016             | FC Saint-Lô           | CFA 2                 | 17          | 3           | 0           | 0               | 0               | 0               | 0                 | 0                 | 0                 | -                              | -                              | -                              | -                              | 17    | 3     | 0     |
| Sous-total            | Sous-total            | Sous-total            | 17          | 3           | 0           | 0               | 0               | 0               | 0                 | 0                 | 0                 | -                              | -                              | -                              | -                              | 17    | 3     | 0     |
| 2016-2017             | Évreux FC 27          | CFA 2                 | 13          | 1           | 0           | 0               | 0               | 0               | 0                 | 0                 | 0                 | -                              | -                              | -                              | -                              | 13    | 1     | 0     |
| 2017-2018             | Évreux FC 27          | National 3            | 24          | 21          | 0           | 2               | 1               | 0               | 0                 | 0                 | 0                 | -                              | -                              | -                              | -                              | 26    | 22    | 0     |
| Sous-total            | Sous-total            | Sous-total            | 37          | 22          | 0           | 2               | 1               | 0               | 0                 | 0                 | 0                 | -                              | -                              | -                              | -                              | 39    | 23    | 0     |
| 2019-2020             | US Quevilly-Rouen     | National 1            | 23          | 11          | 0           | 2               | 0               | 0               | 1                 | 0                 | 0                 | -                              | -                              | -                              | -                              | 26    | 11    | 0     |
| Sous-total            | Sous-total            | Sous-total            | 23          | 11          | 0           | 2               | 0               | 0               | 1                 | 0                 | 0                 | -                              | -                              | -                              | -                              | 26    | 11    | 0     |
| 2020-2021             | Paris FC              | Ligue 2               | 33          | 8           | 5           | 0               | 0               | 0               | 0                 | 0                 | 0                 | -                              | -                              | -                              | -                              | 33    | 8     | 5     |
| Sous-total            | Sous-total            | Sous-total            | 33          | 8           | 5           | 0               | 0               | 0               | 0                 | 0                 | 0                 | -                              | -                              | -                              | -                              | 33    | 8     | 5     |
| Total sur la carrière | Total sur la carrière | Total sur la carrière | 110         | 44          | 5           | 4               | 1               | 0               | 1                 | 0                 | 0                 | -                              | -                              | -                              | -                              | 115   | 45    | 5     |